# Principauté de Schwarzbourg-Rudolstadt
Pour les articles homonymes, voir Schwarzbourg.
1599–1918
Entités précédentes :
- Comté de Schwarzbourg

Entités suivantes :
- État libre de Schwarzbourg-Rudolstadt (de)

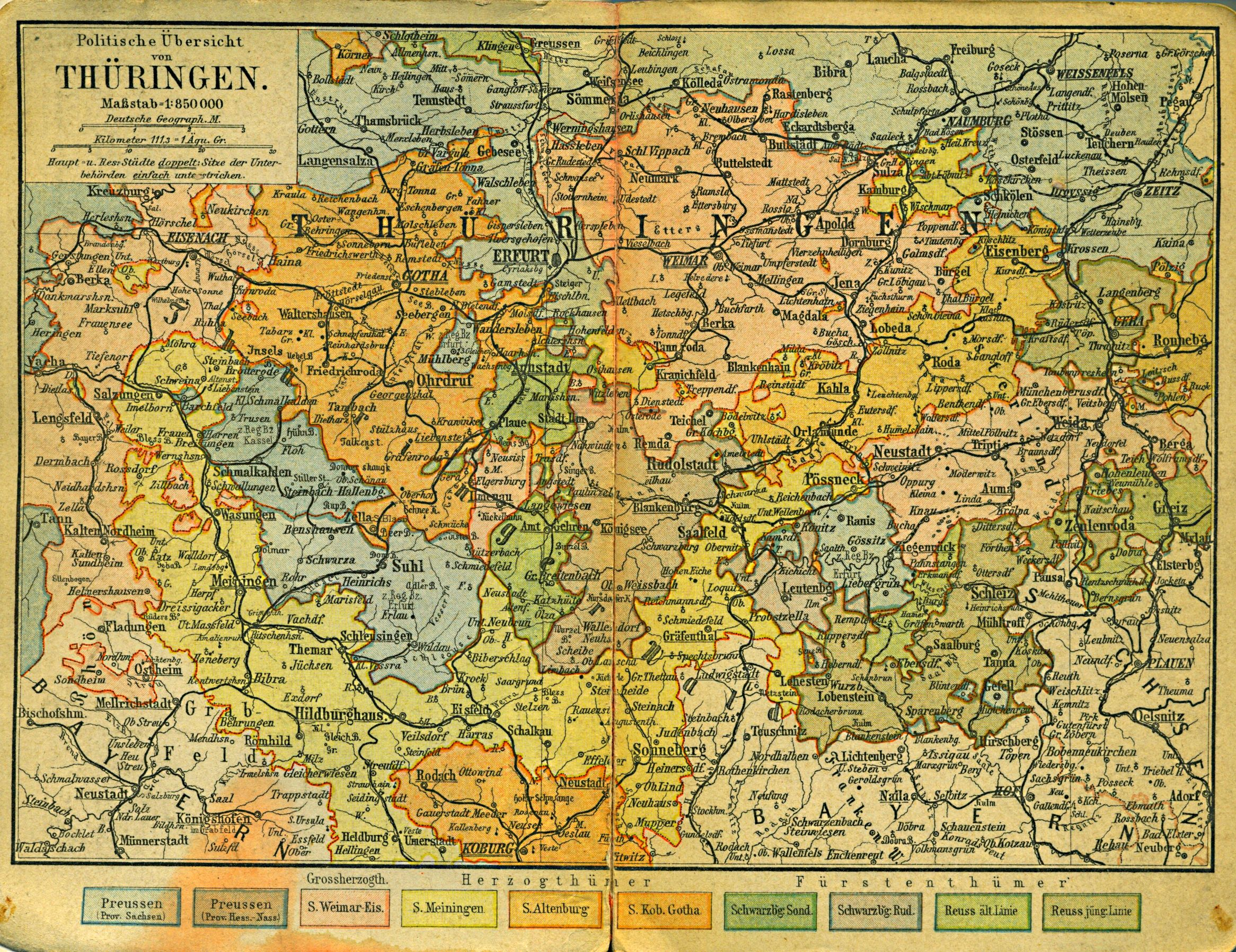
La principauté de Schwarzbourg-Rudolstadt (en gris) en 1894.

Le Schwarzbourg-Rudolstadt (en allemand : Schwarzburg-Rudolstadt) est un ancien État allemand de Thuringe, issu de la partition du comté de Schwarzbourg à la fin du XVIe siècle.
Comté, puis principauté à partir de 1710, le Schwarzbourg-Rudolstadt est membre du Saint-Empire romain germanique (relevant du cercle impérial de Haute-Saxe), puis de la confédération du Rhin, de la Confédération germanique, de confédération de l'Allemagne du Nord et enfin de l'Empire allemand.

## Histoire
La principauté de Schwarzbourg trouve ses origines dans la lignée des comtes de Schwarzbourg, qui prirent ce nom en 1123. Schwarzbourg-Rudolstadt a été fondé en 1599 lors d'un réaménagement des terres de la dynastie de Schwarzbourg. Depuis le XIe siècle, le siège ancestral de la famille comtale était situé au château de Schwarzbourg. Cependant, à partir de 1340 et pendant la majeure partie de son histoire en tant qu'entité politique, la capitale était située dans la ville de Rudolstadt, la plus grande ville de la principauté. À travers diverses divisions héréditaires et acquisitions, le comté de Schwarzbourg évolua fréquemment jusqu'au XVIe siècle. À la mort du comte Gonthier XLI en 1583, ses deux frères divisèrent le comté et formèrent, à partir de 1584, les deux principales lignées : Schwarzbourg-Arnstadt et Schwarzbourg-Rudolstadt. Le comté est partagé entre les deux fils survivants du comte Gonthier XL. C'est le benjamin, Albert VII, qui reçoit le Schwarzbourg-Rudolstadt, tandis que l'aîné, Jean-Gonthier, reçoit le Schwarzbourg-Sondershausen. Avec le traité de Stadtilm du 21 novembre 1599, les territoires de Schwarzbourg furent à nouveau répartis. Les frontières des comtés, et plus tard des principautés de Schwarzbourg-Rudolstadt et Schwarzbourg-Sondershausen, restèrent essentiellement inchangées jusqu'en 1920. Le Schwarzbourg-Rudolstadt faisait partie du cercle impérial de Haute-Saxe.
En 1697, l'empereur Léopold Ier éleva Schwarzbourg-Rudolstadt au rang de principauté, mais Albert-Antoine refusa cette distinction. En 1710, l'empereur Joseph Ier renouvela cette proclamation, et le Schwarzbourg-Rudolstadt l'accepta. L'admission au conseil des princes de l'Empire n'eut lieu qu'en 1754, après une compensation financière des droits féodaux de la Saxe électorale.
En 1815, la principauté rejoignit la Confédération germanique, après avoir été membre de la Confédération du Rhin en 1807 et sous la protection de Napoléon Ier jusqu'en 1813. La première constitution du pays entra en vigueur en 1816, et en 1835, la principauté intégra le Zollverein.
En 1848, des troubles éclatèrent dans la principauté de Schwarzbourg-Rudolstadt, entraînant la formation de milices citoyennes et l'intervention de troupes fédérales à l'automne de la même année. Le suffrage universel et égal introduit en 1848 fut abrogé en 1854 par une nouvelle loi électorale, instaurant un système de vote à trois classes, et remplaçant les lois libérales de 1848 ainsi que la nouvelle constitution de la principauté.
En 1866, après avoir refusé de soutenir l'Autriche contre la Prusse au Bundestag de la Confédération germanique, Schwarzbourg-Rudolstadt rejoignit la nouvelle Confédération de l'Allemagne du Nord, transférant ainsi sa souveraineté militaire à la Prusse en 1867. Le 1er janvier 1871, la Confédération devint l'Empire allemand.
En 1870, après des refus répétés du Landtag d'augmenter les impôts, Schwarzbourg-Rudolstadt se retrouva en crise et dut déclarer sa faillite à la présidence fédérale. La bourgeoisie n'était prête à supporter des charges financières supplémentaires qu'en échange de plus grandes libertés politiques et économiques. Incapable de réduire les dépenses en diminuant la bureaucratie ministérielle et la cour, le gouvernement accéda à une réforme du droit de vote fin 1870. Désormais, le Landtag comprenait quatre députés parmi les plus gros contribuables et douze députés élus au suffrage universel masculin dans douze circonscriptions électorales.
Ce droit de vote progressiste permit au SPD d'obtenir un nombre élevé de députés au Landtag au début du XXe siècle, atteignant la majorité absolue pour la première fois en 1911 et nommant Franz Winter comme premier président social-démocrate d'un Landtag en Allemagne. Les indemnités de guerre françaises, l'augmentation des recettes fiscales due à la croissance économique, et une nouvelle loi sur l'impôt sur le revenu de 1876 mirent fin à la crise des finances publiques, mais la dette publique, la plus élevée de Thuringe, restait importante, atteignant 48 marks par habitant en 1910.

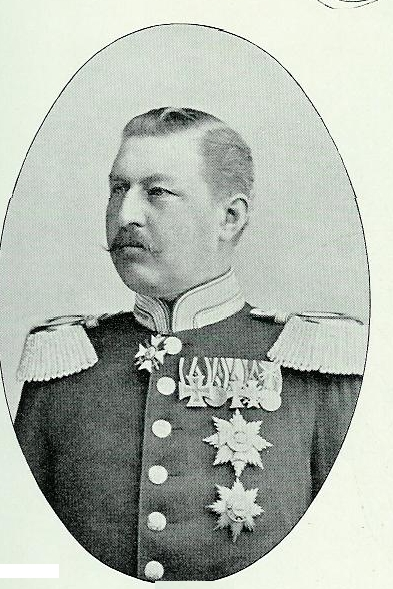
Le prince Gonthier-Victor, dernier souverain de Schwarzbourg-Rudolstadt

Après la Première Guerre mondiale, environ deux semaines après les autres princes fédéraux, le prince Gonthier-Victor, régnant également sur la principauté de Schwarzbourg-Sondershausen en union personnelle depuis 1909 en raison de l'extinction de la branche de Sondershausen, abdiqua le 23 novembre 1918, devenant ainsi le dernier monarque allemand à le faire. Estimant que la monarchie ne pouvait être abolie sans modification préalable de la constitution, un point de vue partagé par la majorité SPD du Landtag, l'État libre de Schwarzbourg-Rudolstadt fut créé fin novembre 1918 et intégré, qui devient une république en novembre 1918. En 1920, celui-ci est intégrée dans le nouvel « État libre de Thuringe »
À Sondershausen, le prince Gonthier-Victor, sans enfant, mourut en 1925, suivi de son épouse Anna-Louise en 1951. Le prince Sizzo von Leutenberg, déclaré héritier en 1896, issu d'un mariage morganatique du prince Frédéric-Gonthier de Schwarzbourg-Rudolstadt avec la comtesse Helene von Reina, devint le chef de la maison de Schwarzbourg. Son fils, Frédéric-Gonthier, mourut le 9 novembre 1971 à Munich, étant le dernier membre de la famille ayant droit à la succession. Un porteur du nom existe encore aujourd'hui. Le mariage de Frédéric-Gonthier avec Sophie-Louise, née princesse de Saxe-Weimar-Eisenach, en 1938, rapidement dissous, resta sans enfant. Les descendants de sa sœur Marie Antoinette portent le titre de comte ou comtesse de Solms-Wildenfels.

## Territoire

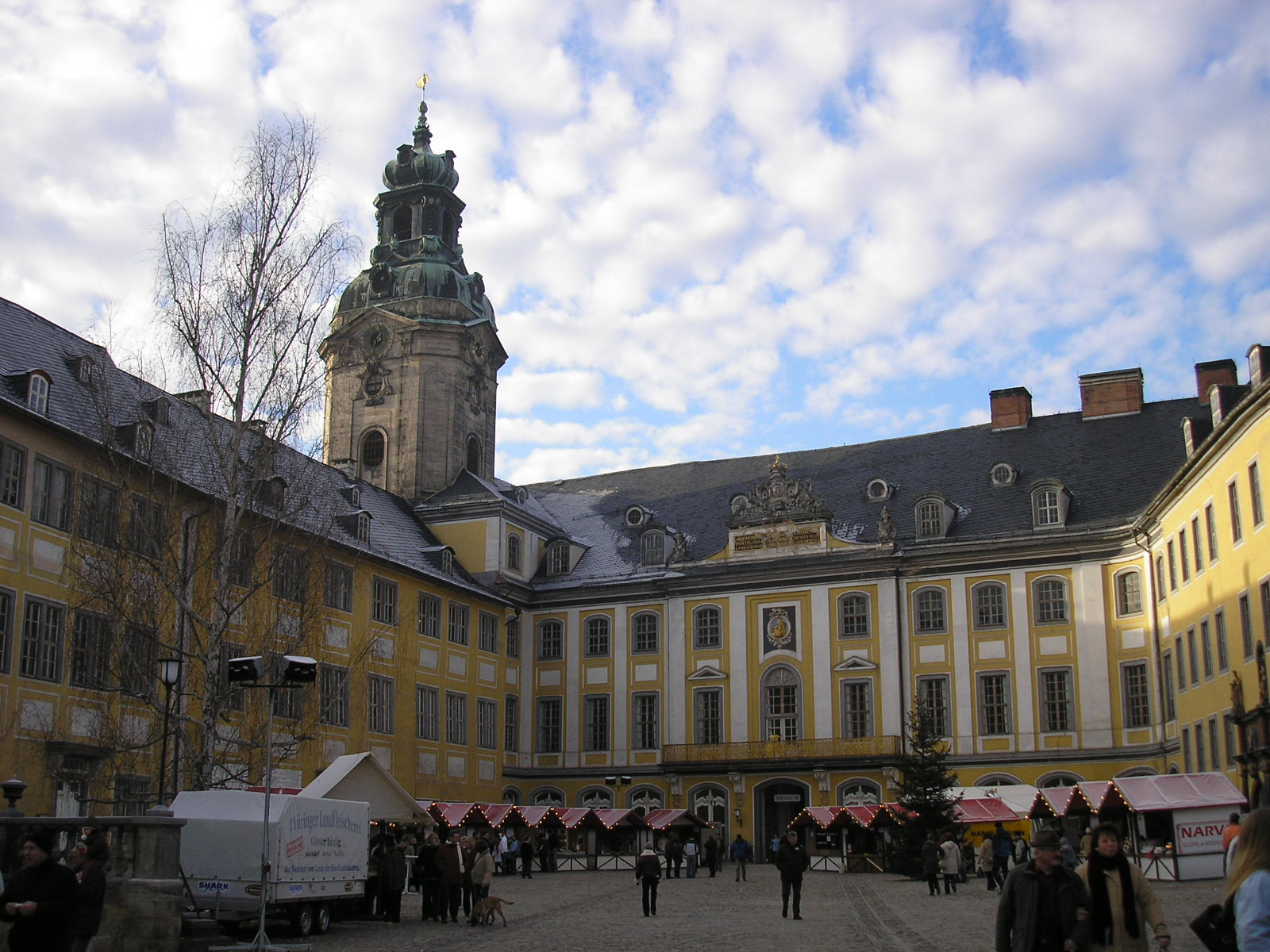
Le chateau de Heidecksburg à Rudolstadt

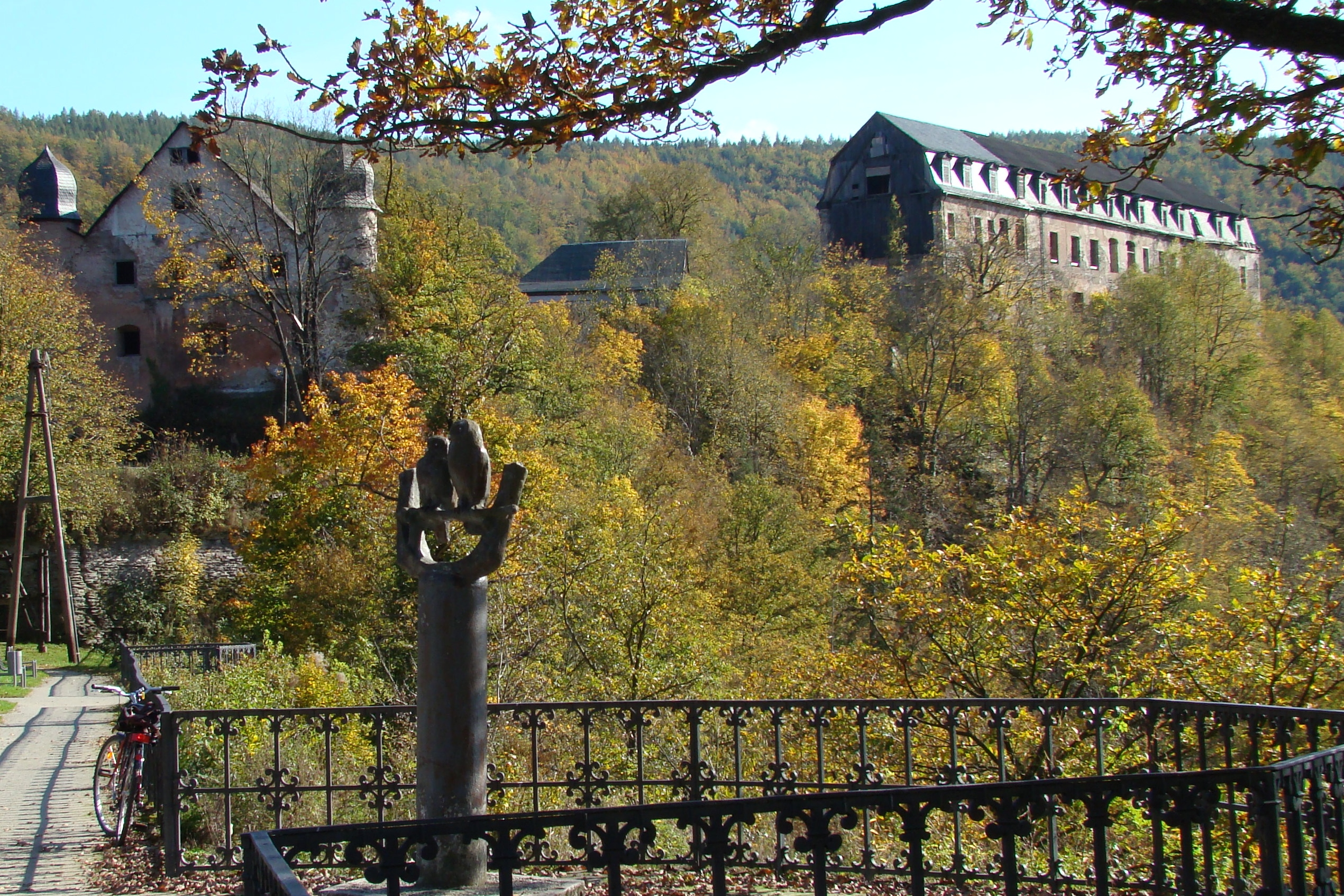
Château de Schwarzbourg, siège ancestral de la maison de Schwarzburg

En 1905, Schwarzbourg-Rudolstadt avait une superficie de 940 km2 et une population de 97 000 habitants. La principauté comprenait deux territoires : la seigneurie supérieure (Oberherrschaft) et la seigneurie inférieure (Unterherrschaft).

### Découpage territoriale
Le territoire de l'État de Schwarzbourg-Rudolstadt se composait de trois zones principales : Rudolstadt, Frankenhausen et Leutenberg, auxquelles s'ajoutaient plusieurs exclaves.

#### Seigneurie supérieure
La seigneurie supérieure (Oberherrschaft), comprenait :
- Le bailliage de Blankenburg (Amt Blankenburg), comprenant Blankenburg, Böhlscheiben, Braunsdorf, Cordobang, Dittersdorf, Fröbitz (à compter de 1812), Geilsdorf (jusqu'en 1812), Groschwitz (jusqu'en 1829), Grossgölitz (Großgölitz), Keilhau (jusqu'en 1829), Kleingölitz, Leutnitz, Lichstedt (jusqu'en 1829), Oberwirbach, Quittelsdorf, Schwarza (jusqu'en 1829), Solsdorf, Thälendorf, Unterrottenbach, Unterwirbach, Watzdorf et Zeigerheim ;
- Le bailliage d'Ehrenstein (Amt Ehrenstein), comprenant Breitenheerda (de 1712 à 1811), Döllstedt, Ehrenstein, Grossliebringen (Großliebringen), Kleinhettstedt, Kleinliebringen, Nahwinden et Österöda ;
- Le bailliage d'Ilm (Amt Ilm), comprenant Bücheloh (à compter de 1826), Dörnfeld (à compter de 1726), Ellichleben (à compter de 1848), Elxleben (à compter de 1599), Geilsdorf (à compter de 1812), Gräfinau (à compter de 1826), Grosshettstedt (Großhettstedt), Hammersfeld, Oberilm (à compter du XVIIe siècle), Stadtilm, Tännich (de 1712 à 1811) et Wüllersleben ;
- Le bailliage de Leutenberg (Amt Leutenberg), comprenant Arnsbach, Breternitz, Burglemnitz, Döhlen, Dorfilm (ou Ilm), Eichicht, Eyba (depuis 1830), Fischersdorf, Gleima, Grünau (de), Heberndorf, Herschdorf bei Leutenberg, Hirzbach, Hockeroda, Hockerodaer Hammer, Kleingeschwenda, Knobelsdorf, Laasen, Landsendorf, Leutenberg, Löhma, Munschwitz, Reschwitz, Roda (de), Rosenthal (de), Schweinbach (de), Sankt Jakob, Steinsdorf, Tauschwitz, Unterloquitz, Weißbach en partie, et Weitisberga (en partie) ;
- Jusqu'en 1832, le bailliage de Schwarzbourg (Amt Schwarzburg), comprenant Allendorf, Allersdorf, Alsbach, Angelroda, Aschau, Barigau, Bechstedt, Blumenau, Bockschmiede, Böhlen, Bücheloh (jusqu'en 1826), Burkersdorf, Cursdorf, Deesbach, Dörnfeld (jusqu'en 1726), Geiersthal, Goldisthal, Gräfinau (jusqu'en 1826), Katzhütte, Knobelsdorf (jusqu'en 1830), Leibis, Lichte, Lichtenhain, Meura, Mittelweissbach (Mittelweißbach), Neuhaus am Rennweg, Oberhammer, Oberilm (jusqu'au XVIIe s.), Oberweissbach (Oberweißbach), Quelitz, Scheibe, Schmalenbuche et Unterweissbach (Unterweißbach) ;
- À compter de 1832, le bailliage d'Oberweissbach (Amt Oberweißbach), comprenant Alsbach, Cursdorf, Deesbach, Geiersthal, Goldisthal, Katzhütte, Leibis, Lichte, Lichtenhain, Meura, Mittelweissbach (Mittelweißbach), Neuhaus am Rennweg, Oberhammer, Oberweissbach (Oberweißbach), Quelitz, Scheibe, Schmalenbuche et Unterweissbach (Unterweißbach) ;
- Le bailliage de Rudolstadt (Amt Rudolstadt), comprenant Breitenheerda (jusqu'en 1712), Cumbach, Eichfeld, Eschdorf, Geitersdorf (à compter de 1825), Groschwitz (à compter de 1829), Keilhau (à compter de 1829), Kirchhasel, Lichstedt (à compter de 1829), Milbitz bei Teichel (à compter de 1825), Mörla (à compter de 1825), Pflanzwirbach (à compter de 1825), Rudolstadt, Schaala, Schwarza (à compter de 1829), Tännich (jusqu'en 1712), Teichel, Teichröda, Teichweiden, Unterhasel et Volkstedt ;
- Le bailliage de Paulinzella (Amt Paulinzella), comprenant Ellichleben (jusqu'en 1848), Gösselborn, Hengelbach, Horba, Milbitz bei Rottenbach (ou Milbitz bei Paulinzell), Oberrottenbach, Paulinzella et Singen ;
- Dörnfeld, Döschnitz, Dröbischau, Egelsdorf, Friedersdorf, Glasbach, Herschdorf bei Königsee, Königsee, Lichta, Mankenbach, Mellenbach, Meuselbach, Oberhain, Oberköditz, Oberschöbling, Obstfelderschmiede, Rohrbach, Rottenbach, Schwarzbourg, Sitzendorf, Storchsdorf, Unterhain, Unterköditz, Unterschöbling, Wildenspring et Wittgendorf ;
- Bucha, Cottendorf, Dittrichshütte, Eyba, Fröbitz, Griesheim, Hohenwarte, Könitz, Presswitz (Preßwitz) et Watzdorf.

À partir de 1850, la seigneurie supérieure devient le bailliage de Königsee.
Superficie : 735 km²
Villes principales : Rudolstadt, Blankenburg, Königsee, Oberweißbach, Schwarzbourg, Stadtilm
Chef-lieu : Rudolstadt et Königsee
Exclaves : Angelroda, Elxleben, Leutenberg, Oesteröda, Seebergen, Weisbach (près de Leutenberg)

#### Seigneurie inférieure
Jusqu'en 1850, la seigneurie inférieure (Unterherrschaft) était divisé en :
- Deux bailliages :
  - Le bailliage de Frankenhausen (Amt Frankenhausen), comprenant Esperstedt, Frankenhausen, Göllingen, Günserode, Ringleben, Rottleben, Seega, Seehausen, Thalleben et Udersleben ;
  - Le bailliage de Straussberg (Amt Straußberg), comprenant Immenrode et Straussberg (Straußberg) ;
- Deux justices :
  - La justice d'Ichstedt (Gericht Ichstedt), comprenant Borxleben et Ichstedt ;
  - La justice de Schlotheim (Gericht Schlotheim), comprenant Mehrstedt et Schlotheim,

À partir de 1850, la seigneurie inférieure devient le bailliage de Frankenhausen.
Superficie : 206 km²
Villes principales : Frankenhausen, Straußberg
Chef-lieu : Frankenhausen
Exclaves : Schlotheim, Straußberg, Immenrode
Les arrondissements de Kelbra et Heringen, situés dans le nord de la Thuringe, étaient en possession commune des comtes de Schwarzbourg (depuis 1599 Schwarzbourg-Rudolstadt) et des comtes de Stolberg (depuis 1706 Stolberg-Roßla), sous la suzeraineté des Wettin de la lignée albertine (plus tard électorat de Saxe), de 1419 à 1815.

### Démographie
Recensement de la population par arrondissement en 1871: 
| Seigneurie supérieure | Habitants en 1871 |
| --------------------- | ----------------- |
| Seigneurie supérieure | 59 013            |
| Baillages             | Habitants en 1871 |
| Königsee              | 27 118            |
| Rudolstadt            | 31 895            |
| Seigneurie inférieure | Habitants en 1871 |
| Seigneurie inférieure | 16 510            |
| Baillages             | Habitants en 1871 |
| Frankenhausen         | 16 510            |

## Monnaie et droit postal
La principauté adhéra à la Convention monétaire de Dresde en 1838. Selon cette convention, deux thalers au taux prussien de 14 thalers correspondaient désormais à 3,5 florins sud-allemands au taux de 24,5 florins, établissant ainsi une monnaie commune pour les « États contractants ». Cette monnaie commune de « 2 thalers = 3,5 florins » avait cours légal dans tous les pays du Zollverein, indépendamment de l'émetteur de la monnaie. Le Schwarzbourg-Rudolstadt frappa ses propres monnaies :
- Pour la seigneurie supérieure de Rudolstadt, selon le système monétaire bavarois (1 florin = 60 kreuzer = 240 pfennigs), avec un atelier monétaire à Munich de 1841 à 1861.
- Pour la seigneurie inférieure de Frankenhausen, selon le système monétaire prussien (1 thaler spécial = 32 groschen = 384 pfennigs, puis 1 reichsthaler = 24 groschen = 288 pfennigs, et à partir de 1838, 1 thaler = 30 silbergroschen = 360 pfennigs), avec des ateliers monétaires à Saalfeld jusqu'en 1841, puis à Berlin de 1841 à 1889.

Ce n'est qu'avec l'introduction du mark comme monnaie impériale le 1er janvier 1876, conformément à la loi du 4 décembre 1871, que le morcellement du système monétaire fut aboli.
Le droit postal était assuré par la Thurn-und-Taxis-Post, grâce à des traités avec les principautés de Schwarzbourg :
- Le 8 juin 1812 avec Schwarzbourg-Sondershausen pour la seigneurie supérieure d'Arnstadt.
- Le 23 août 1817 avec Schwarzbourg-Rudolstadt pour la seigneurie supérieure de Rudolstadt.

Les seigneuries inférieures de Sondershausen et Frankenhausen étaient administrées par la poste prussienne.
L'administration commune était déjà identifiable par le nom, les armoiries postales et les uniformes, qui se distinguaient par des couleurs de col différentes. Ainsi, le nom du bureau de poste était : « Expédition postale princière de Schwarzbourg-Rudolstadt, fief princier de Thurn und Taxis ». Les armoiries postales combinaient les deux blasons, avec celui de Schwarzbourg en bas et celui de Thurn und Taxis au-dessus. De 1852 à 1866, la Thurn-und-Taxis-Post émit ses propres timbres dans deux monnaies différentes. La seigneurie supérieure utilisait la monnaie en kreuzer. À partir de 1867, le droit postal fut transféré à la Prusse, qui, comme la confédération de l'Allemagne du Nord, émit des timbres en groschen et en kreuzer jusqu'à l'introduction de la monnaie impériale en 1876.

## Système judiciaire
La juridiction était placée sous l'autorité de la Cour d'appel de Iéna, qui couvrait tous les États de Thuringe. Cette cour incluait les quatre duchés saxons, la principauté de Schwarzbourg-Rudolstadt, les deux principautés de Reuss, ainsi que les districts prussiens de Schmalkalden, Schleusingen et Ziegenrück. Le tribunal régional de Rudolstadt constituait la deuxième instance, avec sous sa dépendance sept tribunaux de première instance répartis dans la principauté. Le tribunal régional desservait également le district de Saalfeld de la Saxe-Meiningen et le district prussien de Ziegenrück.
Le Tribunal régional de Rudolstadt (pour Schwarzbourg-Rudolstadt, le district de Saalfeld du duché de Saxe-Meiningen, et le district rural prussien de Ziegenrück dans la province de Saxe) supervisait quatorze tribunaux de première instance répartis comme suit :
- Seigneurie supérieure de Rudolstadt : Leutenberg, Königsee, Oberweißbach, Rudolstadt, Stadtilm
- Seigneurie inférieure de Frankenhausen : Frankenhausen, Schlotheim
- District de Saalfeld : Camburg, Gräfenthal, Kranichfeld, Pößneck, Saalfeld
- District rural de Ziegenrück : Ranis, Ziegenrück

## Armée
En tant que membre de la Confédération germanique, la principauté fournissait un contingent de 539 hommes d'infanterie et appartenait au 10e bataillon de la division de réserve de l'armée fédérale. Les contingents des deux principautés formaient ensemble un bataillon. À Rudolstadt et à Sondershausen, il y avait deux compagnies chacune, avec seulement un sixième de l'effectif régulièrement présent. Ce n'est qu'à partir de 1850 que l'effectif des troupes fut doublé, permettant à chaque maison princière de fournir un bataillon complet.
À la suite de la convention militaire conclue avec la Prusse le 4 février 1867, l'armée princière, en association avec les contingents de Saxe-Altenbourg et des deux Reuss, forma le 7e régiment d'infanterie thuringien n° 96 au sein de l'Empire allemand. Ce régiment faisait partie du 4e corps d'armée prussien basé à Magdebourg, et un de ses bataillons était en garnison à Rudolstadt.

## Armoiries
Les armoiries de Schwarzbourg-Rudolstadt sont identiques à celles de Schwarzbourg-Sondershausen, à l'exception du champ régalien. Le blason des grandes armoiries d'État se compose comme suit : 
Les supports de l'écu sont, à gauche (héraldiquement à droite), un homme sauvage, et à droite (héraldiquement à gauche), sa contrepartie féminine. L'écu principal est coupé en deux parties et recouvert d'une croix étroite en sautoir, de couleur azur, or et sable, qui s'étend jusqu'à la base de l'écu. Cette croix provient du titre de « Comte quadruple de l'Empire » que les comtes de Schwarzbourg portaient depuis 1356, et qui fut renouvelé ou confirmé par les empereurs germaniques en 1518, 1566, 1576, 1612 et 1638.
- Moitié gauche :
  - Champs 1 et 4 : D’or à l’aigle de sable, armé d’or et langué de gueules (seigneurie d’Arnstadt).
  - Champs 2 et 3 : D’argent au massacre de cerf de gueules, avec trois cors latéraux et trois cors supérieurs (seigneurie de Sondershausen).

- Moitié droite :
  - Champs 1 et 4 : Échiqueté de gueules et d’argent (comté de Hohnstein).
  - Champs 2 et 3 : De gueules au lion d’or à double queue, langué et armé de gueules, posé sur quatre fasces d’or (comté de Lauterberg).

- Pointe de l’écu : Écu des régales d’argent, représentant le droit régalien des mines et de l'extraction d'argent dans la seigneurie de Leutenberg.
- Écu en abîme de la moitié gauche : D’azur au lion d’or couronné, langué de gueules et à double queue, regardant (comté de Schwarzbourg).
- Écu en abîme de la moitié droite : D’argent au cerf passant de sable (comté de Klettenberg).
- Écu en abîme central : L’aigle impérial allemand d’or, également présent sur les petites armoiries d'État. Ce symbole rappelle la dignité royale allemande occupée par Gonthier XXI en 1349[6].

## Liste des souverains de Schwarzbourg-Rudolstadt

### Comtes (1574-1710)
- 1574-1605 : Albert VII de Schwarzbourg-Rudolstadt
- 1605-1630 : Charles-Gonthier de Schwarzbourg-Rudolstadt
- 1612-1634 : Albert-Gonthier de Schwarzbourg-Rudolstadt
- 1612-4 novembre 1646 : Louis-Gonthier Ier de Schwarzbourg-Rudolstadt
- 4 novembre 1646-1662 : Émilie d'Oldenbourg-Delmenhorst (régente)
- 1662-15 décembre 1710 : Albert-Antoine de Schwarzbourg-Rudolstadt

### Princes (1710-1918)

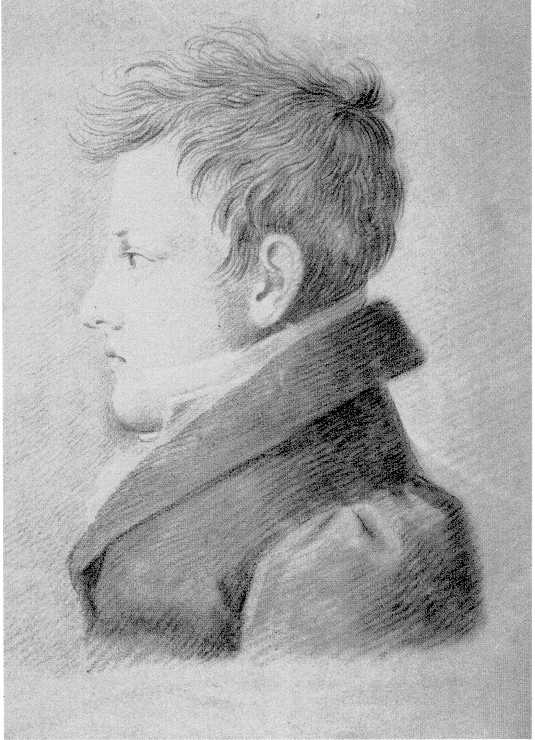
Louis-Frédéric II de Schwarzbourg-Rudolstadt

- 15 décembre 1710-24 juin 1718 : Louis-Frédéric Ier de Schwarzbourg-Rudolstadt

- 24 juin 1718-1er septembre 1744 : Frédéric-Antoine de Schwarzbourg-Rudolstadt
- 1er septembre 1744-10 juillet 1767 : Jean-Frédéric de Schwarzbourg-Rudolstadt
- 10 juillet 1767-29 août 1790 : Louis-Gonthier II de Schwarzbourg-Rudolstadt
- 29 août 1790-13 avril 1793 : Frédéric-Charles de Schwarzbourg-Rudolstadt
- 13 avril 1793-28 avril 1807 : Louis-Frédéric II de Schwarzbourg-Rudolstadt
- 28 avril 1807-6 novembre 1814 : Caroline de Hesse-Hombourg (régente)

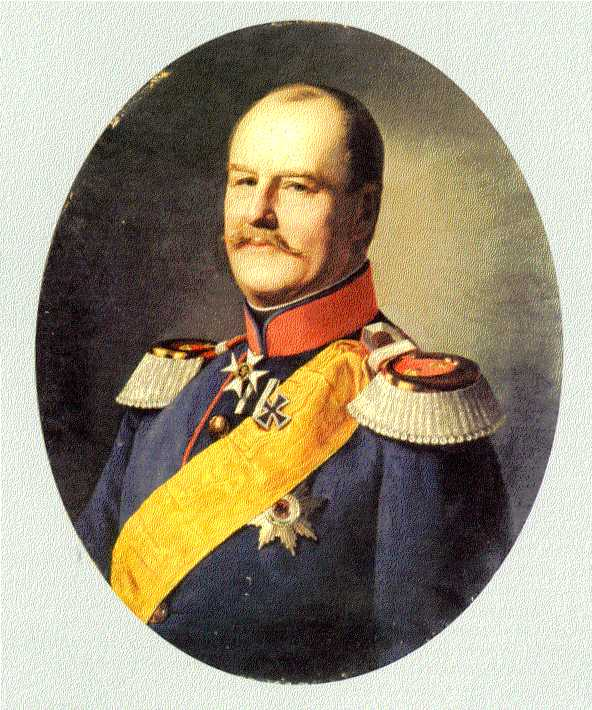
Albert, prince de Schwarzbourg-Rudolstadt (1798-1869)

- 6 novembre 1814-28 juin 1867 : Frédéric-Gonthier de Schwarzbourg-RudolstadtAlbert, prince de Schwarzbourg-Rudolstadt (1798-1869)28 juin 1867-26 novembre 1869 : Albert de Schwarzbourg-Rudolstadt
- 26 novembre 1869-19 janvier 1890 : Georges-Albert de Schwarzbourg-Rudolstadt
- 19 janvier 1890-22 novembre 1918 : Gonthier-Victor de Schwarzbourg, également prince de Schwarzbourg-Sondernshausen à partir du 28 mars 1909

### Prétendants (Depuis 1918)
- 22 novembre 1918-16 avril 1925 : Gonthier-Victor de Schwarzbourg
- 16 avril 1925-24 mars 1926 : Sizzo de Schwarzbourg
- 24 mars 1926-9 novembre 1971: Frédéric-Gonthier
- 9 novembre 1971-4 novembre 1984: Marie-Antoinette
- Depuis le 4 novembre 1984: Frédéric-Magnus VI de Solms-Wildenfels, également comte de Solms-Wildenfels depuis 1945